# Cervantita
La cervantita es la forma mineral del óxido de antimonio de fórmula Sb3+Sb5+O4.
Fue descrita por primera vez en 1850 por su presencia en Cervantes (Lugo, España) y debe su nombre a dicha localidad. Sin embargo, posteriormente el mineral fue cuestionado y reprobado, siendo nuevamente validado y verificado en 1962 en relación con material procedente de Brasina (Serbia).

## Propiedades
La cervantita tiene color amarillo, naranja amarillento o blanco, y su raya es amarilla clara. Es un mineral transparente o translúcido que presenta un brillo vítreo, nacarado.
Tiene dureza de 4 a 5 en la escala de Mohs y una densidad de 6,6 g/cm³.
Su contenido en antomonio es superior al 79% y como impureza puede contener niobio.
La cervantita cristaliza en el sistema ortorrómbico, en la clase piramidal, mm2 de acuerdo a la notación Hermann–Mauguin.
Es dimorfo con la clinocervantita, de igual fórmula química pero que, a diferencia de la cervantita, cristaliza en el sistema monoclínico.

## Morfología y formación

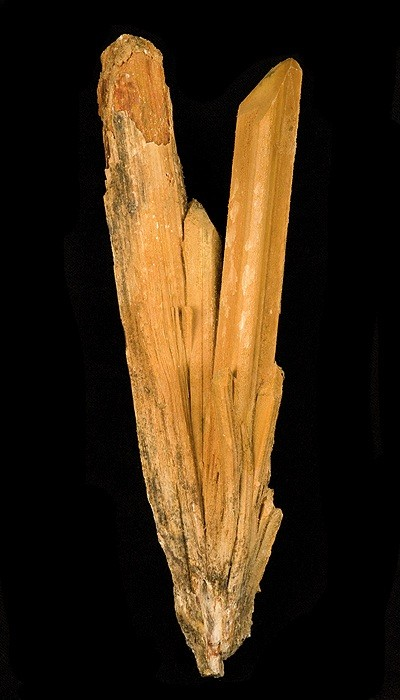
Cervantita y valentinita reemplazando estibinita; ejemplar de la mina Xikuangshan (China)

La cervantita puede presentar diferentes hábitos cristalinos: acicular (formando cristales en forma de aguja), terroso (con una textura opaca similar a la arcilla sin afinidades cristalinas visibles) y reniforme (con forma de riñón, semjante a la hematita).
Es un mineral secundario formado a partir de la oxidación de la estibina, mineral con el que puede presentarse asociado.

## Yacimientos
La localidad tipo se ubica en la población española de Cervantes, en el área occidental de la Sierra de Ancares (Galicia).
También en España, hay cervantita en Ripollés (Gerona, Cataluña), mientras que Portugal cuenta con depósitos de este mineral en Medas y Alfena (distrito de Oporto), así como en Nossa Senhora das Neves (distrito de Beja).
En Eslovaquia hay numerosas localizaciones de cervantita, en Zlatá Baňa (Prešov), Partizánska Ľupča (Žilina), Brusno y Jasenie (Banská Bystrica), y Pernek (Bratislava); este último corresponde a un depósito de antimonio hidrotermal explotado entre 1790 y 1922.
En Bolivia, hay cervantita en Caracollo (departamento de Oruro), así como en Agua de Castilla, Porco y Llallagua (departamento de Potosí).
También se ha encontrado este mineral en la mina Xikuangshan, el mayor depósito de antimonio del mundo, situado en China cerca de la ciudad de Lengshuijiang.